# Ранковці
Ранковці (словен. Rankovci) — поселення в общині Тишина, Помурський регіон, Словенія. Висота над рівнем моря: 197,9 м.